# Clima glacial

Mapa mundial on destaquen les àrees amb clima glacial o polar de casquet polar EF d'acord amb la classificació climàtica de Köppen-Geiger

El clima glacial o clima de casquet polar (en anglès ice cap climate) és un clima polar on la temperatura mitjana mensual no supera els 0 °C. Es localitza i generalment cobreix zones situades a gran altitud i regions polars entre 60-90° de latitud nord i sud com l'Antàrtida i algunes de les illes i arxipèlags al nord del Canadà i Rússia.
El clima inclou les àrees amb de les temperatures més fredes de la terra a prop dels pols amb temperatures molt fredes durant tot l'any i encara més durant la llarga nit polar. La humitat de l'aire és tan baixa que la precipitació s'assembla a la de la majoria dels deserts. per això, els climatòlegs han descrit el clima de casquet polar com de "desert polar".
La major part de la superfície de Groenlàndia està sota la influència del clima de casquet polar, llevat de les àrees costaneres, que mantenen la influència marítima i s'acosten més al clima de tipus ET. Algunes regions de les illes de l'arxipèlag de Svalbard a Noruega mostren un clima EF. Les zones amb climes de casquet polar, normalment estan cobertes per una capa permanent de gel i no tenen vegetació. La vida animal és limita normalment a prop dels marges oceànics. El clima és extremadament dur i inhòspit per a la vida humana, reduïda a les estacions d'investigació que hi ha disperses a l'Antàrtida i a l'interior de Groenlàndia.
D'acord amb la classificació climàtica de Köppen, el clima de casquet polar es designa amb el codi EF. Els casquets polars, tant del nord com del sud, es defineixen per un clima per dessota de 0 °C . Aquestes àrees se situen al voltant dels pols de la Terra i al capdamunt dels cims de les muntanyes més altes.
Com que la temperatura es manté per dessota del punt de fusió, la neu o el gel s'acumulen i hi romanen permanentment engruixint la capa de gel. El clima de casquet polar és diferent del clima de la tundra ET, que té una temporada d'estiu on les temperatures superen els 0°C durant alguns mesos. Això fa que el gel es fongui i això permet l'establiment de la vegetació. Als casquets polars això no es produeix.
El clima de casquet polar és el més fred de la Terra com el de l'estació Vostok a l'Antàrtida que amb una temperatura mitjana de -55,2 °C, és el lloc més fred del món, i el lloc on també s'hi ha registrat la temperatura més baixa, -89,2 °C.